# Tajbe Jusein
Tajbe Jusein Mustafa (in bulgaro Тайбе Юсеин Мустафа?; Mădrevo, 4 maggio 1991) è una lottatrice bulgara, specializzata nella lotta libera.

## Palmarès
- Giochi olimpici

Tokyo 2020: bronzo nei 62 kg.
- Mondiali

Strathcona County 2012: argento nei 63 kg.
Budapest 2013: argento nei 59 kg.
Tashkent 2014: bronzo nei 60 kg.
Las Vegas 2015: bronzo nei 63 kg.
Budapest 2018: oro nei 62 kg.
Nur-Sultan 2019: argento nei 62 kg.
- Europei

Baku 2010: argento nei 59 kg.
Dortmund 2011: argento nei 63 kg.
Vantaa 2014: bronzo nei 60 kg.
Novi Sad 2017: argento nei 63 kg.
Kaspijsk 2018: oro nei 62 kg.
Bucarest 2019: oro nei 62 kg.
Roma 2020: bronzo nei 62 kg.
Budapest 2022: oro nei 62 kg.
- Giochi europei

Baku 2015: bronzo nei 60 kg.